# Височанський Павло Федорович
Павло́ Фе́дорович Височа́нський (нар.1892, Вікнине — пом. 1940)  — український кооперативний діяч, історик української кооперації.

## Життєпис
Народився 1892 р. у с. Вікнине сучасного Катеринопільського району, у збіднілій шляхетській родині, корені якої виводять від козацького полковника Семена Височана.
Закінчив із золотою медаллю Звенигородську комерційну школу (1912), Київський комерційний інститут (1918).
Працював спершу на Полтавщині, згодом членом правління Дніпросоюзу (1919—1921 рр.) і Вукоопспілки (1922—1923 рр.); з 1927 керівник кредитного відділу Н.-Д. Кафедри Кооперації при Кооперативному Інституті в Києві.
Після Лютневої революції 1917 р. перебував у Звенигородці. Друкував статті в газеті «Звенигородська зоря», видав брошури «Чи варто нам жаліти за царями?» (Звенигородка, 1917), ''Як жив український народ'' (Полтава, 1917).
Репресований радянською владою у 1930 р. Після в'язниці Височанського вислали в Саратов, потім на мідні копальні Корсак-Пай Карагандинської області. 
Керував фінансовим відділом на гірничодобувному підприємстві в Караганді.
Сліди його губляться на початку 1940-х років.